# Racefiets

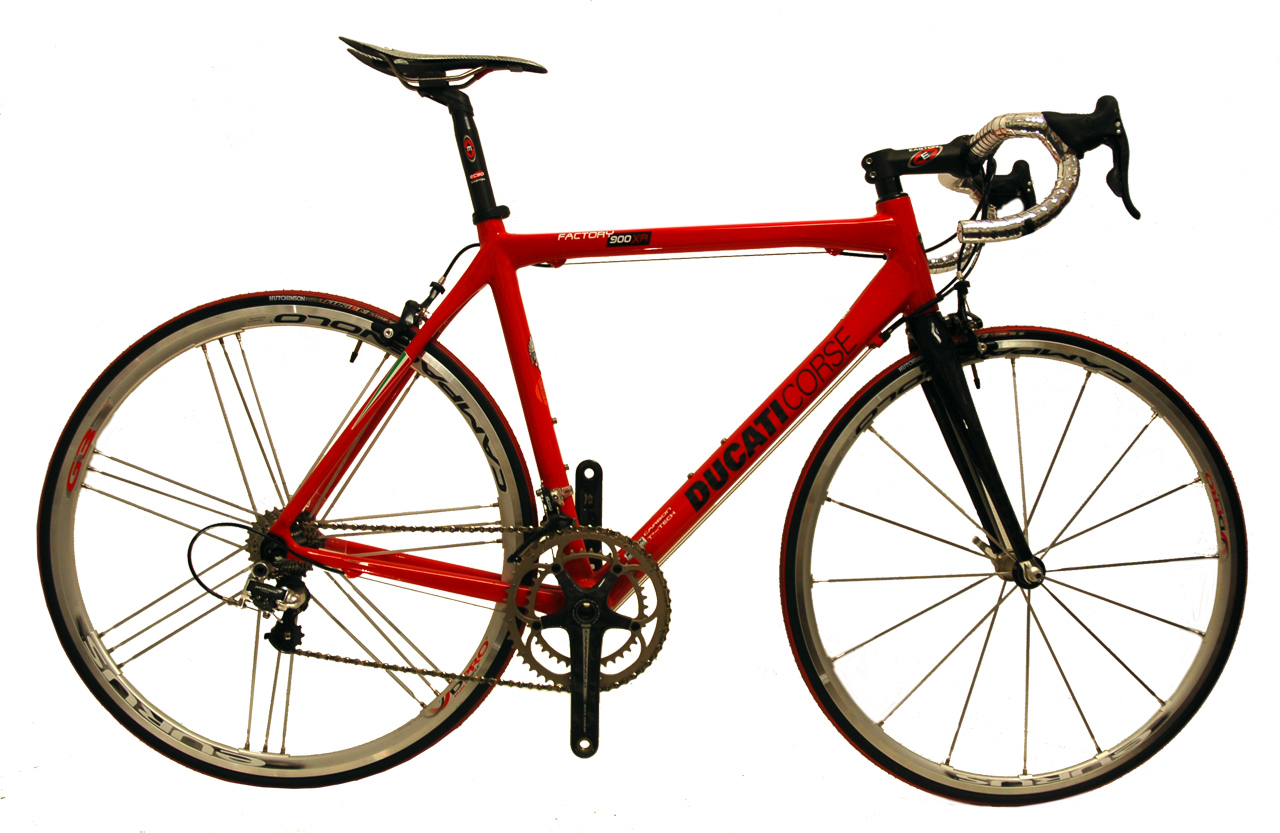
Racefiets

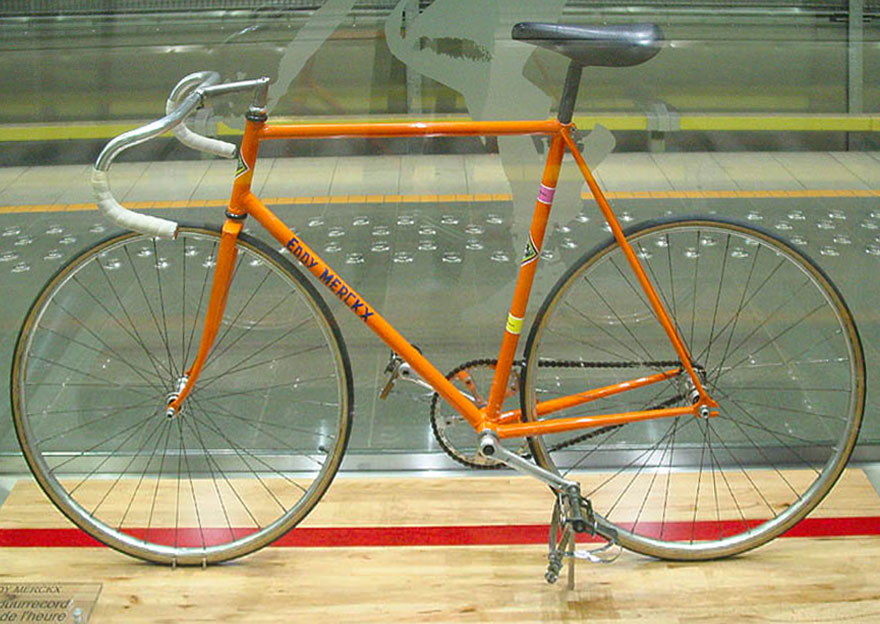
Klassieke baanfiets waarop Eddy Merckx een werelduurrecord reed

Een racefiets/wielrenfiets (ook vaak koersfiets in het Belgisch-Nederlands) is een fiets die is geoptimaliseerd voor gebruik in wielerwedstrijden. Twee zaken zijn hierbij van belang: de luchtweerstand en het gewicht. Beide worden zo laag mogelijk gemaakt, voor zover dat binnen de reglementen mogelijk is.

## Soorten
Er zijn fietsen geoptimaliseerd voor gebruik op de weg, de baan en het veld (cyclocrossfiets) en ruw terrein (mountainbike). Gebruikers van ligfietsen hebben hun eigen competities en verenigingen.
Baanfietsen hebben geen remmen en versnellingsapparaten en zijn voorzien van een vast tandwiel op de achternaaf.
Racefietsen voor de weg kunnen daarnaast geoptimaliseerd worden voor criteriums, klassiekers, bergritten en tijdritten.
Cyclocrossfietsen hebben andere remmen (cantilevers), iets bredere banden met noppenprofiel, en een wat langere achtervork (om de plaatsing van wielen met de iets bredere band mogelijk te maken).
Mountainbikes wijken in bouw en uiterlijk sterk af van de overige modellen en hebben doorgaans vering, zeer brede noppenbanden, en een recht stuur.

## Reglementen
De UCI, de internationale wielerfederatie, heeft vastgelegd hoe een racefiets eruit moet zien. Dat werd noodzakelijk nadat de opkomst van gestroomlijnde fietsen in de jaren dertig. Zo werden toevoegingen aan de fiets om de stroomlijn te verbeteren verboden. In 1984 verbeterde Francesco Moser het uurrecord van Eddy Merckx op een destijds revolutionaire fiets met dichte wielen en ossenkopstuur. De dichte wielen zijn lang onderwerp van debat geweest. Aanvankelijk werden ze toegestaan, omdat het hier niet ging om een toevoeging, maar om een andere constructie (gelijmde kunststofplaat) die de wielen aerodynamisch maakte.
Na de succesvolle recordpogingen van Chris Boardman en Graeme Obree na 1992, werd de discussie opnieuw gevoerd, met als gevolg dat in 2000 alle records vanaf 1984 met terugwerkende kracht ongeldig werden verklaard. Sindsdien moeten uurrecords op 'klassieke' fietsen worden behaald en zijn dichte wielen verboden. Boardman zat er niet mee; hij reed prompt alsnog een uurrecord op een 'ouderwetse' fiets. In tijdritten op de weg zijn de dichte wielen nog wel toegestaan. Het gewicht van een racefiets moet volgens de reglementen minimaal 6,8 kg bedragen.

## De zit
Een renner dient optimaal op de fiets te zitten. De fiets wordt zo goed mogelijk gekozen, passend bij de lichaamsmaten van de renner. Fijnafstelling vindt plaats met de stuurpen en de zadelpen. In feite zijn alle lichaamsmaten belangrijk: lengte, binnenbeenlengte, romplengte, schouderbreedte en schoenmaat. Drie belangrijke regels zijn:
- de framehoogte bedraagt 68% van de binnenbeenlengte (Bij een klassiek frame, met horizontale bovenbuis. Bij een sloping frame wordt meestal uitgegaan van 66% van de binnenbeenlengte.)
- de zithoogte, gemeten vanaf het pedaal in laagste positie tot aan de bovenkant van het zadel bedraagt 108% van de binnenbeenlengte
- het stuur heeft dezelfde breedte als de schouders van de berijder

### Cranklengte
De lengte van de cranks hoort in verhouding te zijn tot de lengte van het (boven)been. Over de precieze formule bestaat discussie. Lange tijd was 170 mm cranklengte min of meer standaard. Deze maat was proefondervindelijk ontstaan en passend bij de gemiddelde lengte van wielrenners in de jaren vijftig en zestig in de 20e eeuw. Het gebruik van langere cranks wordt al langer toegepast in tijdritten en wedstrijden bergop. Zo gebruikte de Fransman Jacques Anquetil al in de jaren zestig 180 mm-cranks in tijdritten. Langere cranks geven in elk geval meer hefboomwerking, waardoor met een zwaarder verzet gereden kan worden. Men verliest echter wel aan souplesse. In de praktijk hangt de juiste keuze niet alleen af van de beenlengte, maar ook van persoonlijk voorkeur van de renner. De tendens is dat cranks langer worden. Dit lijkt meer verband te houden met het feit dat wielrenners langer worden, dan dat er bewijs is dat langere cranks ook efficiënter zijn.

## Ontwikkelingen

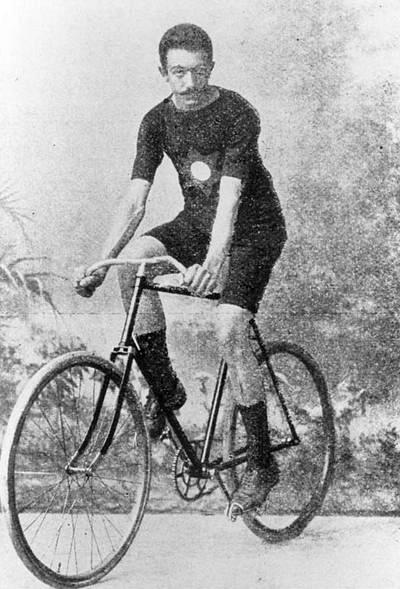
De Griekse wielrenner Aristidis Konstantinidis in 1896. Op de Olympische Zomerspelen in Athene won hij dat jaar het goud in de individuele wegwedstrijd

Aan de vorm van de fiets is sinds 1880 weinig veranderd. Aan de onderdelen en materialen des te meer. Op het gebied van versnellingen is ook het nodige veranderd. Ouderwetse systemen waarbij de schakelaars op het frame zaten (buiscommandeurs) behoren sinds het midden van de jaren negentig tot het verleden. De schakelaars zitten tegenwoordig verwerkt in de remgrepen.
Al sinds 1890 duiken met enige regelmaat ovale kettingwielen op in het wielrennen. Hoewel deze (berekend) biomechanisch voordeel leveren zijn ze nooit op grote schaal toegepast. Shimano probeerde in de jaren tachtig de markt in handen te krijgen met de Biopace-kettingwielen. Deze boden echter weinig tot geen voordelen en verdwenen weer snel. In het begin van de 21e eeuw brachten Rotor (Spaans) en O.symetric (Frans) ze echter weer op de markt. Ook ovaal, maar anders van vorm dan Biopace zijn de ovale kettingwielen van de Franse ontwerper Edmond Polchlopek, die al 10 jaar eerder beschikbaar waren. Binnen kleine kring vinden deze nog steeds toepassing.

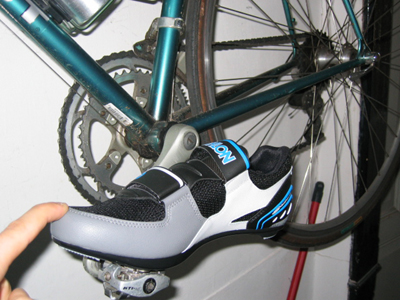
Een van de belangrijkste trends: pedalen en schoentjes met kliksysteem

Enkele belangrijke ontwikkelingen van de laatste decennia zijn de introductie van klikpedalen in het midden van de jaren tachtig (nadat de introductie begin jaren zeventig was mislukt), de introductie van het geïndexeerd schakelen, eveneens midden jaren tachtig, en het gebruik van speciale sturen voor tijdritten. Het geïndexeerd schakelen werd eerst toegepast in de (traditionele) buiscommandeurs; rond 1990 volgde een nieuwe belangrijke stap met de verplaatsing van de schakelaars naar de remgrepen. In 1984 maakte Francesco Moser het ossenkopstuur populair door zijn geslaagde poging het werelduurrecord te verbeteren. In 1989 volgde het 'spaghettistuur', afkomstig uit de triatlon, waarmee Greg LeMond tijdritten won in de Ronde van Frankrijk.
De vorm van het frame lag met de komst van het ruitframe (een stelsel driehoeken) rond 1880 min of meer vast. Afwijkende vormen, zoals het Deense Pedersen-frame en, recenter, de frames van de Engelsman Alex Moulton, zijn wel blijven bestaan, maar hebben binnen het wielrennen nooit ingang gevonden. Na decennia van stilstand zijn de laatste vijftien jaar weer discussies ontstaan. In de triatlon werd het in het midden van de jaren tachtig gewoon om extreem steile frames (tot wel 90 graden, waar 72-73 gangbaar was) te gebruiken. Gecombineerd met het spaghettistuur maakte dat een zit mogelijk vóór de bracket waardoor meer kracht op pedalen gezet zou kunnen worden. In diezelfde tijd experimenteerde Francesco Moser juist met een zit vér achter de bracket. In tegenstelling tot de triatlon vond de steile zitpositie in het wielrennen nooit toepassing en ook onder triatleten is die zitpositie op zijn retour.
Een andere recente ontwikkeling is die van de sloping frames, afkomstig uit het mountainbiken. Hierbij loopt de bovenste buis ('bovenbuis') richting het zadel af. Ook dit verschijnsel kent voor- en tegenstanders. Voorstanders beweren dat op een sloping frame een betere afdalingspositie mogelijk is en dat de frameconstructie sterker is dan een traditioneel frame, omdat de driehoek van het frame kleiner is. Dit laatste argument is overigens (nog) niet bewezen. Critici vinden dat een sloping frame geen aanwijsbare voordelen heeft en typeren het als een modeverschijnsel. Voor de fabrikant echter is het grote voordeel dat slechts enkele maten (bijvoorbeeld S, M, L, XL) geproduceerd hoeven te worden en dit zodoende scheelt in de fabricagekosten. De fijnafstelling van de zitpositie gebeurt dan met extra lange zadelpennen en normale stuurpennen.

## Frame
Frames worden tegenwoordig vooral gemaakt van staal, aluminium of carbon. Titanium, al een jaar of twintig op de markt, leek aan het eind van de Koude Oorlog aan een opmars bezig. Toen kwamen grote hoeveelheden van het materiaal beschikbaar die voordien naar de wapenindustrie gingen. Het gebruik van titanium als framemateriaal lijkt thans een pas op de plaats gemaakt te hebben ten faveure van aluminium en, vooral, carbon, waarvan het gebruik inmiddels heel snel toeneemt. Op steeds grotere schaal wordt ook magnesium gebruikt. Combinaties van aluminium met carbon of titanium met carbon komen ook voor. De aluminium scandium-legering wint tegenwoordig ook aan populariteit.

#### Staal
Tot eind jaren tachtig werd het overgrote deel van de racefietsen gemaakt van staal. Er waren ook in Nederland veel grote en kleine framebouwers. Een groot deel hiervan is gestopt vanwege de opkomst van andere materialen en de concurrentie met goedkope productie in Taiwan en China. Staal heeft het voordeel van bewerkbaarheid, mede waardoor er nog diverse framebouwers te vinden zijn die graag van dit materiaal gebruikmaken. De laatste jaren is staal opnieuw in opkomst, mede door de nog steeds doorgaande technische ontwikkeling van het materiaal en de mogelijkheid op maat te bouwen. Verder spelen stevigheid, duurzaamheid en de relatieve onkwetsbaarheid een rol en in veel gevallen ook beleving, kwaliteit, handwerk en vooral uniciteit. Veel gebruikers roemen daarnaast het comfort, maar dat hangt meer af van de wijze waarop het materiaal tot een frame is verwerkt. Het relatief hoge gewicht kan een nadeel zijn in wedstrijden waarin veel bergop gereden wordt, alhoewel toepassing van TIG lassen geleid heeft tot stalen frames die aanmerkelijk lichter zijn dan exemplaren die nog met lugs werden hardgesoldeerd.

#### Aluminium
Aluminium frames komen in een verscheidenheid in prijs- (en gewichts-) klassen. Goedkope frames zijn zelfs zwaarder dan stalen exemplaren. Toch heeft aluminium zijn opmars juist te danken aan het lage soortelijke gewicht. Een nadeel van de eerste generaties aluminium frames was de geringe zijdelingse stijfheid: aluminium frames 'zwiepten', wat vooral een bezwaar was voor stevig gebouwde sprinters. Men probeerde dit op te lossen door veel materiaal in de buizen te verwerken. De wanddikte van een aluminium framebuis is dan ook aanzienlijk groter dan van een stalen exemplaar. Een groot deel van het gewichtsvoordeel van aluminium ten opzichte van staal ging hiermee echter verloren. Dit probleem is opgelost door het toepassen van zogenaamde oversized framebuizen, voor het eerst in de jaren tachtig door framebouwers in de Verenigde Staten. De stijfheid van een buis neemt toe met ongeveer de derde macht van de buisdiameter en door oversized buizen met een geringe wanddikte te gebruiken is het mogelijk zeer stijve en toch erg lichte framebuizen te maken. Het toepassen van oversized buizen heeft daarna ook zijn weg gevonden bij stalen frames, zij het veel minder extreem.

#### Carbon
De zogeheten carbonframes, gemaakt van composietmateriaal op basis van koolstofvezel, winnen de laatste jaren snel aan populariteit, omdat met dit materiaal een frame gebouwd kan worden dat zowel stijf, licht als comfortabel is. De laatste jaren komen dan ook steeds meer hoogwaardige carbonframes op de markt. Carbonframes zijn vooralsnog beduidend duurder dan frames van staal of aluminium. Daarnaast past men vaak een carbon voorvork (en soms ook de achtervork) toe in een aluminium frame, als compromis tussen comfort en prijs. Een groot nadeel van carbon is dat het niet herbruikbaar is, in tegenstelling tot aluminium en magnesium.

#### Vlas
Vlasvezel is een natuurlijke vezel die erg robuust, soepel en licht is. Vlas wordt wel gecombineerd met carbon tot een hybride vlasvezel-carbonframe. Het grote voordeel van dit kader is zijn schokdempende capaciteit, wat voor nog meer comfort zorgt dan een zuivere carbonframe. Voorlopig wordt dit enkel gebruikt bij Museeuw-fietsen.

#### Titanium
Titanium maakt het mogelijk lichte en stijve frames te bouwen die daarnaast zeer comfortabel zijn door hun vermogen om trillingen te dempen. Titanium kan niet roesten dus de frames zullen zeer lang mooi blijven. Nadelen zijn de bewerkelijkheid en de hoge prijs van het materiaal.

#### Magnesium
Magnesium is qua eigenschappen vergelijkbaar met aluminium maar 35% lichter en veel comfortabeler. Dit komt door de hoge dempingscapaciteit van magnesium, het enige metaal dat zoveel energie absorbeert. Magnesium is behoorlijk corrosiegevoelig en daardoor moeten de frames een intensieve (keramische) voorbehandeling krijgen. Slechts weinig fabrikanten produceren magnesiumframes. Rond 1985 produceerde de Ierse fabrikant Kirk een magnesiumframe door middel van een hogedruk-giettechniek. Dit frame was relatief betaalbaar (ongeveer 1200 gulden) en is zelfs gebruikt in een Ronde van Frankrijk. Het werd echter maar in één maat gemaakt en had een afwijkende vormgeving, waardoor sommige standaardonderdelen niet pasten. Het werd dan ook slecht verkocht en de productie is na een paar jaar gestopt. Tegenwoordig worden magnesium frames niet gegoten, maar gelast uit geëxtrudeerde magnesium buizen, waardoor deze in alle (standaard-)framematen worden geproduceerd, Merida is na een aantal jaren onderzoek en ontwikkeling in magnesium mountainbikeframes gestopt met verder onderzoek. Slechts enkele fabrikanten zijn in staat gebleken een hoogwaardig frame van magnesium te produceren: Pinarello (Dogma) en Segalbikes (Blackburn). Laatstgenoemde is de enige producent van fietsframes die het basismateriaal voor de fietsbuizen in eigen productie maakt en de buisprofielen extrudeert. De winnaar van de Ronde van Frankrijk 2006 reed op een magnesium racefiets.

## Groep
Een onderdelengroep bestaat uit alle bewegende delen aan een racefiets: naven, cassette, ketting, derailleurs, crankstel en trapas, pedalen, remmen, verstellers en balhoofdstel. In de racefietswereld bestonden tot voor kort slechts twee grote leveranciers van complete aandrijfonderdelen: het Italiaanse Campagnolo en het Japanse Shimano. Campagnolo en Shimano leveren elke verschillende (maar vergelijkbare) groepen, elk met een eigen kwaliteit en bijbehorende prijs. Recentelijk lanceerde het Amerikaanse SRAM ook twee complete racegroepen. Andere fabrikanten die complete groepen aanboden, zoals Sachs, Suntour, Weinmann, Zeus en Gipiemme zijn verdwenen, overgenomen of hebben het aanbod drastisch beperkt.
Onderdelen van groepen worden nog wel op de markt gebracht door FSA, Mavic, Specialités T.A., Stronglight, Ofmega, Modolo, en Miche. Voor pedalen en naven zijn er nog diverse andere aanbieders.
Shimano groepen (hoog naar laag)

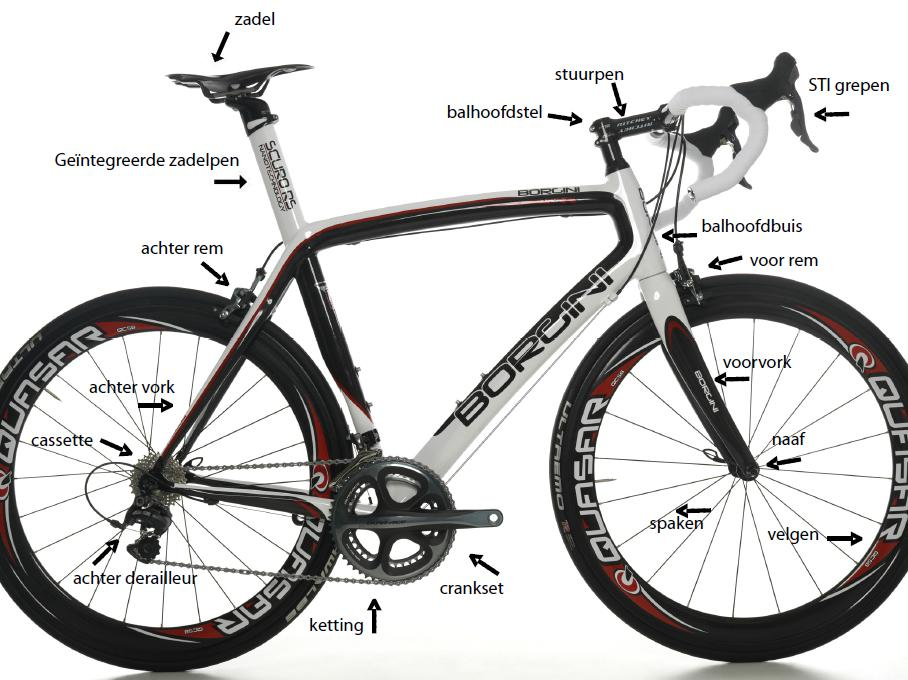
Racefiets met beschrijving onderdelen

- Dura-Ace Di2 (elektromechanische groep)
- Dura Ace
- Ultegra Di2 (elektromechanische groep)
- Ultegra
- 105
- Tiagra
- Sora
- Claris
- 2300

Campagnolo groepen (hoog naar laag)
- Super Record EPS (elektromechanische groep)
- Super Record 11 speed(terug van vroeger)
- Record 11 speed
- Chorus 11 speed
- Potenza 11 speed
- Athena 11 speed (opnieuw ingevoerd halverwege 2009)
- Centaur 10 speed (vroeger: Athena, daarna Daytona)
- Veloce 10 speed
- Mirage (tot 2009)
- Xenon (tot 2009)

In 2019 werden Veloce, Centaur 10 speed en Athena uit het assortiment genomen en vervangen door Centaur 11 speed. Sindsdien heeft Campagnolo geen 10 speed groepen meer in het assortiment. Chorus, Record, Super Record en Super Record EPS zijn sindsdien 12 speed. Potenza, Chorus, Record, Super Record en Super Record EPS zijn ook leverbaar met schijfremmen, naast de gebruikelijke velgremmen.
SRAM groepen (hoog naar laag)
- Red E-tap
- force E-tap
- Red
- Force
- Rival
- Apex